# Osteel
Osteel est une commune allemande de l'arrondissement d'Aurich, Land de Basse-Saxe.

## Géographie
Le village est essentiellement une zone résidentielle étirée sur trois kilomètres avec quelques rues secondaires. Ostseel comprend le quartier de Schoonorth, à trois kilomètres.

## Histoire
Le village d'Ostseel est mentionné après l'inondation de la Sainte-Julienne en 1164. Il vit de l'exploitation de la tourbière.
L'église Warnfried (de) est construite au XIIe siècle. L'orgue datant de 1619 est l'œuvre d'Edo Evers (de).
De cette église, l'astronome David Fabricius, pasteur de l'église au début du XVIIe siècle, fit ses observations. Il découvrit des étoiles et fit aussi une carte de la Frise orientale. Son fils Johann découvrit les taches solaires.

## Infrastructure
Osteel se trouve sur la Bundesstraße 72, à environ 6 km au sud de Norden. Son territoire est traversé par la ligne entre Emden et Norddeich, quartier au centre de Norden. La station d'Ostseel est fermée en 1978. À l'ouest passe aussi la Landesstraße 4 entre Pewsum (quartier de Krummhörn) et Norden.

## Personnalités liées à la commune
- David Fabricius (1564-1617), astronome.
- Johann Fabricius (1587-1615), astronome, fils du précédent.
- Jan Fegter (1852–1934), homme politique né à Schoonorth.
- Dirk Agena (de) (1889–1934), homme politique.
- Siemen Rühaak (de) (né en 1950), acteur.

## Source, notes et références
- (de) Cet article est partiellement ou en totalité issu de l’article de Wikipédia en allemand intitulé « Osteel » (voir la liste des auteurs).